# Lorenzenberg, Reichenau
Lorenzenberg je naselje v Občini Reichenau v Okraju Trg na Koroškem v Avstriji.